# Spider-Man and Batman: Disordered Minds
Spider-Man and Batman: Disordered Minds (Brasil: Homem-Aranha e Batman: Mentes Desequilibradas ou Homem-Aranha e Batman: Mentes Insanas ), é uma história em quadrinhos crossover de 1995 lançada pela Marvel. Foi publicado em 1997 no Brasil pela Editora Abril.

## Sinopse
O Governo dos EUA criou um novo método de reabilitação de criminosos insanos; sendo as primeiras cobaias os maníacos Coringa (inimigo do Batman) e Carnificina (inimigo do Homem-Aranha). Ambos recebem chips de computador implantados em suas mentes; mas apesar da experiência começar a dar certo, Carnificina destrói o seu chip; graças ao seu simbionte alienígena. Depois, ele liberta o Coringa, e os dois começam a matar juntos. A história cria uma analogia entre o Batman e o Homem-Aranha; devido ao fato de ambos surgirem do sentimento da culpa (o Batman pela morte de seus pais, o Homem-Aranha pela morte de seu tio).

## Sequência
Um ano após, surgiu a sequência (lançada pela DC); na qual o terrorista Ra's Al Ghul (inimigo do Batman) oferece a cura para o câncer terminal do qual padece Vanessa Fisk, esposa do  mafioso Rei do Crime (inimigo do Homem-Aranha), em troca do mesmo apoiá-lo em seus planos de purificar o Planeta. Batman e o Homem-Aranha então devem viajar até o Himalaia; a fim de deterem os planos da dupla.